# AO Sporting Atenes
L'Athlītikos Omilos Sporting (grec: Αθλητικός Όμιλος Σπόρτιγκ) és un club de bàsquet grec d'Atenes.
Es va fundar el 1936, després que un grup de grecs traslladessin a Atenes el club Sporting Istanbul fundat el 1924. L'Sporting va començar amb les seccions de bàsquet i voleibol i, posteriorment, van afegir altres esports com la boxa, la natació i el ping pong. Actualment l'AO Sporting només té la secció de bàsquet.
Te equips en categoria masculina i femenina, sent aquesta la que ha obtingut més èxits.

## Palmarès femení
- Lligues gregues
  - Campiones (21): 1976, 1977, 1979, 1980, 1981, 1983, 1984, 1985, 1986, 1987, 1988, 1989, 1990, 1991, 1993, 1994, 1995, 1996, 1997, 1999, 2004
- Copes gregues
  - Campiones (3): 1996, 1999, 2005